# Iulia Reabcinskaia
Iulia Reabcinskaia (n. 21 ianuarie 1947, Pișceanka, RSS Ucraineană, URSS – d. 13 ianuarie 1973, Poti, Republica Sovietică Socialistă Gruzină, URSS) a fost o caiacistă sovietică, medaliată olimpică. A participat la o ediție a Jocurilor Olimpice (1972) în care a câștigat o medalie de aur.

## Participări
Lista de mai jos prezintă principalele competiții la care a participat Iulia Reabcinskaia de-a lungul carierei.
- canoeing at the 1972 Summer Olympics – women's K-1 500 metres[*]